# Evangelische Kirche Horní Blatná

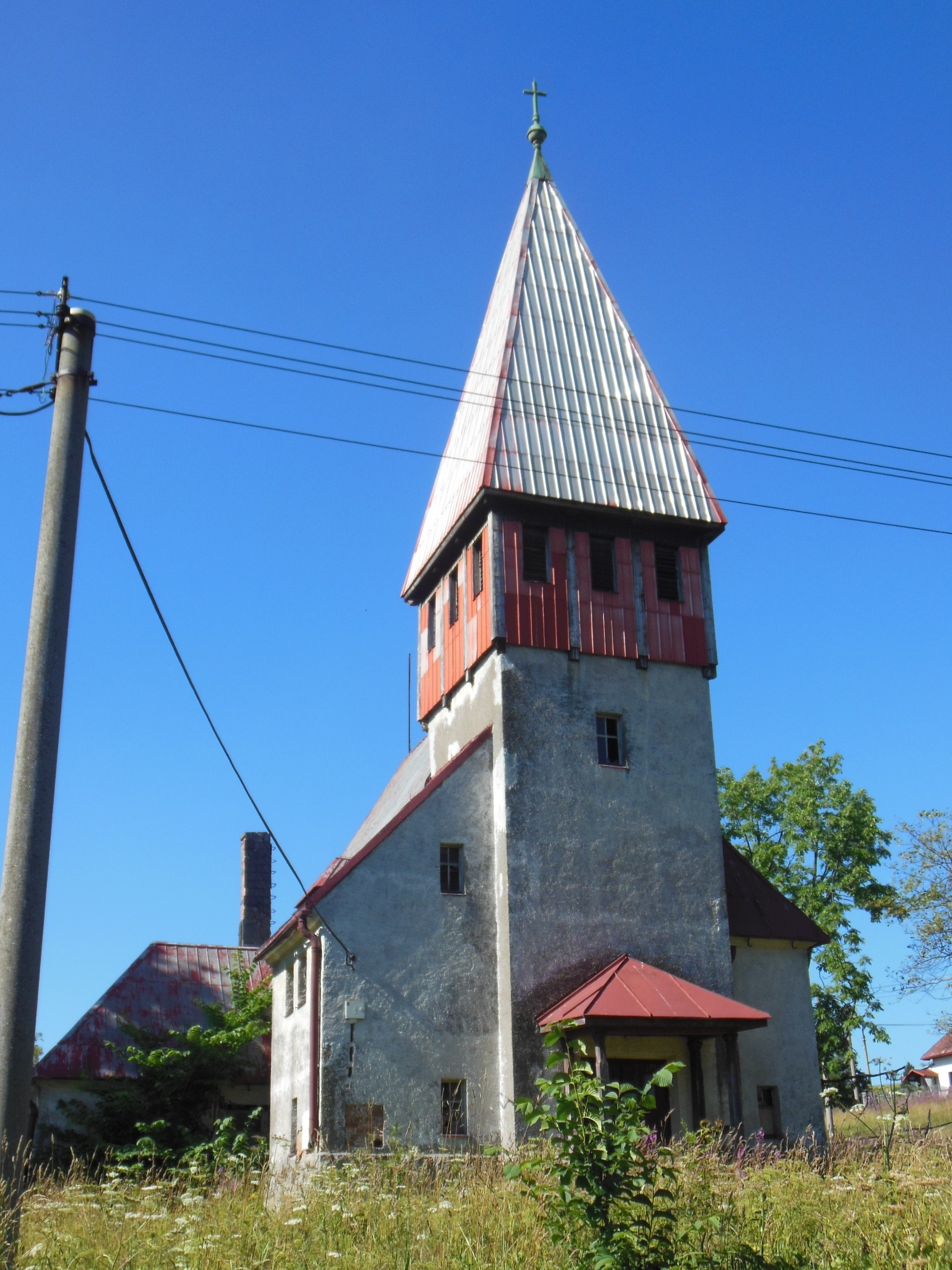
Evangelische Kirche der Bergstadt Platten

Die Evangelische Kirche (tschechisch: Evangelický kostel) ist ein ehemaliges Kirchengebäude in Horní Blatná (deutsch Bergstadt Platten) im böhmischen Teil des Erzgebirges.

## Geschichte
In der 1534 von Kurfürst Johann Friedrich von Sachsen für den Zinnabbau gegründeten und von Schneeberger Bergleuten besiedelten Bergstadt Platten bestand seit 1542 eine evangelische Kirche. Nachdem Platten infolge des Schmalkaldischen Kriegs 1547 an das Königreich Böhmen gefallen war, wurde es im Zuge der Gegenreformation 1636 katholisiert. In der Folgezeit verließen 1653–1654 etwa 60 evangelische Familien als Exulanten Platten und siedelten jenseits der sächsischen Grenze am Fastenberg an und gründeten dort Johanngeorgenstadt. Die bisher evangelische Kirche von Platten wurde 1685 auf Veranlassung des Prager Erzbischofs Johann Friedrich von Waldstein mit dem Patrozinium des Heiligen Laurentius von Rom in eine katholische Kirche umgewidmet.
In den Jahren 1912/13 wurde in unmittelbarer Nähe der katholischen Laurentiuskirche als Predigtstation der Peter-und-Paul-Kirche von Karlsbad nach dem Bauplan von Julius Zeißig als Geschenk des Gustav-Adolf-Vereins eine evangelische Kirche erbaut. In den Formen des Heimatschutzstils des frühen 20. Jahrhunderts wurde dabei ein einfacher Emporensaal mit eingezogenem Turm errichtet, der über der in Holz ausgeführten Glockenstube mit einem Zeltdach schließt. Der heute profanierte Kirchenbau verfügt über eine polygonale Apsis und seitlich angebaute Sakristei.